# Joanna Staszkiewicz
Joanna Staszkiewicz (ur. 1973) – polska łyżwiarka szybka, medalistka mistrzostw Polski.
Naukę szkolną rozpoczęła w Szkole Podstawowej Nr 4 w Sanoku w 1980. Kształciła się później w I Liceum Ogólnokształcącym im. Komisji Edukacji Narodowej w Sanoku oraz w liceum Szkoły Mistrzostwa Sportowego w Zakopanem. Studiowała w Akademii Wychowania Fizycznego Józefa Piłsudskiego w Warszawie.
Uprawianie łyżwiarstwa szybkiego podjęła w wieku 11 lat. Została wychowanką klubu SKŁ Górnik Sanok. Zdobywała medale mistrzostw Polski juniorek, wygrała Puchar Polski juniorek, ustanowiła rekordy Polski juniorek na dystansie 3000 m i 5000 m oraz w wieloboju.

## Osiągnięcia

### Mistrzostwa Polski
- Mistrzostwa Polski w Łyżwiarstwie Szybkim na Dystansach 1991:
  - brązowy medal (1000 m)
  - brązowy medal (3000 m)
- Mistrzostwa Polski w Łyżwiarstwie Szybkim na Dystansach 1995:
  - brązowy medal (5000 m)